# Neuville-de-Poitou
Neuville-de-Poitou település Franciaországban, Vienne megyében. Lakosainak száma 5465 fő (2022. január 1.). Neuville-de-Poitou Avanton, Chabournay, Cissé és Yversay községekkel határos.

## Népesség
A település népességének változása:
| Lakosok száma | 5336 | 5352 | 5424 | 5324 | 5308 | 5359 | 5376 | 5429 | 5465 |
|               | 2013 | 2015 | 2016 | 2017 | 2018 | 2019 | 2020 | 2021 | 2022 |